# Đấu Nam

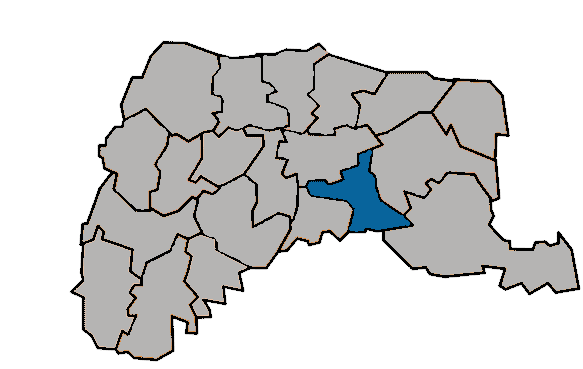
Vị trí tại Vân Lâm

Đấu Nam (tiếng Trung: 斗南鎮; bính âm: Dòunán Zhèn) là một trấn của huyện Vân Lâm, tỉnh Đài Loan, Trung Hoa Dân Quốc (Đài Loan). Trấn nằm trên đồng bằng Gia Nam và là một trung tâm giao thông của huyện. Tổng diện tích của Đấu Nam là 48,1505 km², dân số vào tháng 8 năm 2011 là 46.945 người thuộc 15.357 hộ gia đình, mật độ cư trú đạt 975 người/km².